# Model de mitjana mòbil
En l'anàlisi de sèries temporals, el model de mitjana mòbil (model MA), també conegut com a procés de mitjana mòbil, és un enfocament comú per modelar sèries temporals univariants. El model de mitjana mòbil especifica que la variable de sortida té una correlació creuada amb una variable aleatòria no idèntica a ella mateixa.
Juntament amb el model autoregressiu (AR), el model de mitjana mòbil és un cas especial i un component clau dels models més generals de sèries temporals ARMA i ARIMA, que tenen una estructura estocàstica més complicada. Contràriament al model AR, el model MA finit és sempre estacionari.
El model de mitjana mòbil no s'ha de confondre amb la mitjana mòbil, un concepte diferent malgrat algunes similituds.

## Definició
La notació MA( q ) fa referència al model de mitjana mòbil d'ordre q :
{\displaystyle X_{t}=\mu +\varepsilon _{t}+\theta _{1}\varepsilon _{t-1}+\cdots +\theta _{q}\varepsilon _{t-q}=\mu +\sum _{i=1}^{q}\theta _{i}\varepsilon _{t-i}+\varepsilon _{t},}
on {\displaystyle \mu } és la mitjana de la sèrie, la {\displaystyle \theta _{1},...,\theta _{q}} són els paràmetres del model </link> i el {\displaystyle \varepsilon _{t},\varepsilon _{t-1},...,\varepsilon _{t-q}} són termes d'error de soroll blanc. El valor de q s'anomena ordre del model MA. Això es pot escriure de manera equivalent en termes de l'operador de retrocés B com
{\displaystyle X_{t}=\mu +(1+\theta _{1}B+\cdots +\theta _{q}B^{q})\varepsilon _{t}.}
Així, un model de mitjana mòbil és conceptualment una regressió lineal del valor actual de la sèrie contra els termes d'error de soroll blanc actuals i anteriors (observats) o xocs aleatoris. Se suposa que els xocs aleatoris en cada punt són mútuament independents i provenen de la mateixa distribució, normalment una distribució normal, amb una ubicació a zero i escala constant.

## Interpretació
El model de mitjana mòbil és essencialment un filtre de resposta d'impuls finit aplicat al soroll blanc, amb alguna interpretació addicional. El paper dels xocs aleatoris en el model MA difereix del seu paper en el model autoregressiu (AR) de dues maneres. En primer lloc, es propaguen directament als valors futurs de la sèrie temporal: per exemple, {\displaystyle \varepsilon _{t-1}} apareix directament a la part dreta de l'equació per {\displaystyle X_{t}}. En canvi, en un model AR {\displaystyle \varepsilon _{t-1}} no apareix a la part dreta de la {\displaystyle X_{t}} equació, però apareix a la part dreta de la {\displaystyle X_{t-1}} equació, i {\displaystyle X_{t-1}} apareix a la part dreta de la {\displaystyle X_{t}} equació, donant només un efecte indirecte de {\displaystyle \varepsilon _{t-1}} activat {\displaystyle X_{t}} . En segon lloc, en el model MA un xoc afecta {\displaystyle X} valors només per al període actual i q períodes en el futur; en canvi, en el model AR afecta un xoc {\displaystyle X} valors infinitament llunyans en el futur, perquè {\displaystyle \varepsilon _{t}} afecta {\displaystyle X_{t}}, que afecta {\displaystyle X_{t+1}}, que afecta {\displaystyle X_{t+2}}, i així successivament per sempre (vegeu Resposta d'impuls).